# Synageles noxiosus
Synageles noxiosus är en spindelart som först beskrevs av Nicholas Marcellus Hentz 1850.  Synageles noxiosus ingår i släktet Synageles och familjen hoppspindlar. Inga underarter finns listade i Catalogue of Life.